# Bezpłucnik srebrzysty
Bezpłucnik srebrzysty, plethodon srebrzysty, salamandra srebrzysta (Plethodon glutinosus) – gatunek płaza ogoniastego z rodziny bezpłucnikowatych (Plethodontidae). Nie jest zagrożony wyginięciem.

## Systematyka
Dawniej takson ten był bardzo szeroko ujmowany, lecz dowiedziono, że w rzeczywistości stanowi on kompleks kilkunastu gatunków. W oparciu m.in. o badania Highton et al. 1989 i Vieties et al. 2011 z Plethodon glutinosus wydzielono następujące gatunki: P. albagula, P. chattahoochee, P. chlorobryonis, P. cylindraceus, P. grobmani, P. kiamichi, P. kisatchie, P. mississippi, P. ocmulgee, P. savannah, P. sequoyah i P. variolatus. Taksonomia w obrębie tego kompleksu gatunków wymaga dalszych badań.

### Etymologia
- Plethodon: gr. πληθω plēthō „być pełnym”; οδους odous, οδοντος odontos „ząb”[6][7].

## Występowanie
Występuje szeroko we wschodnich Stanach Zjednoczonych: od stanów Connecticut, Illinois, Georgia, Alabama, Kentucky, Wirginia po Missisipi i Karolinę Południową. Bezpłucnik srebrzysty zamieszkuje bagna i rozlewiska, kryje się pod kamieniami, powalonymi pniami drzew i w norach.

## Morfologia

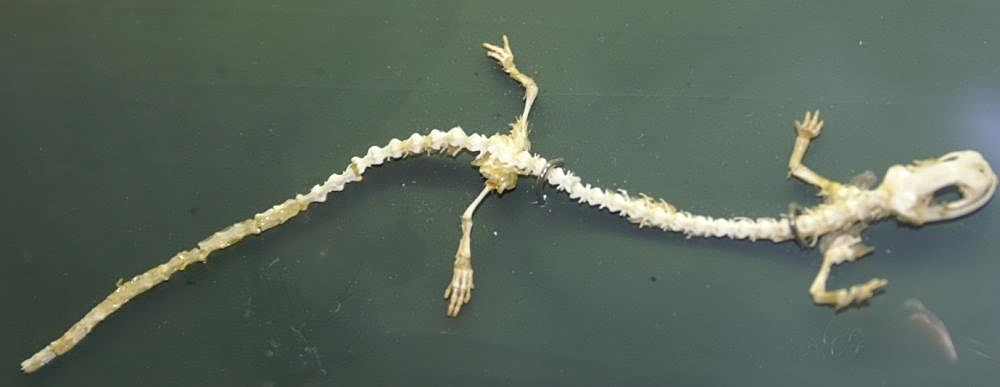
Szkielet bezpłucnika srebrzystego

Płaz średniej wielkości; długość ciała do 17 cm, samica zwykle większa od samca. Ciało jest granatowoczarne. Na ciele występuje żółto-biała pstrokacizna. Ogon jaśniejszy od tułowia i grzbietu, zwykle szarawy i walcowaty. Duże wyłupiaste oczy. Samiec w okresie godowym ma żółte podgardle i brodę.

## Ekologia i zachowanie

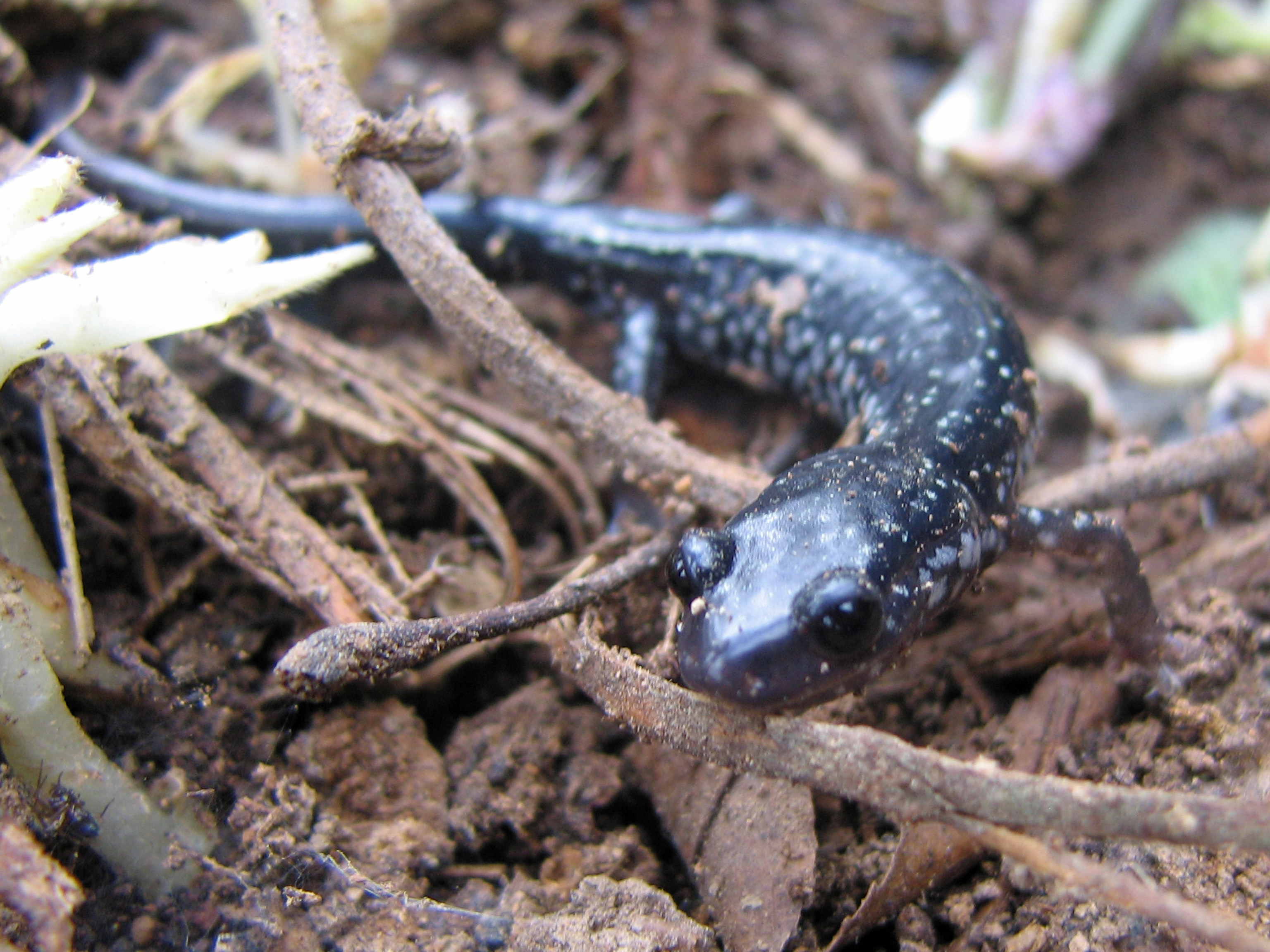
Płaz wśród podszycia

Bezpłucnik srebrzysty odżywia się tym co inne bezpłucnikowate, owadami i pająkami.
Gdy jest zagrożony, wydziela duże ilości śluzu ze specjalnych gruczołów, mogącego spowodować zadławienie się drapieżnika. Szponiaste, koty lub lisy często więc omijają bezpłucnika srebrzystego. 
Mniejszy samiec w okresie godowym ma żółte podgardle, które ma uwodzić większą partnerkę. Po godach samica składa od 6 do 35 ziaren skrzeku w październiku. Następnie będzie go chronić przez najbliższe kilka miesięcy (co jest rzadkością wśród płazów), tzn. będzie go oczyszczać i ocieplać. Jeśli coś zagrozi jajom, samica pochyla głowę i macha ogonem. Naukowcy odkryli, że jaja pozostawione same sobie nie rozwijają się i zarodki powoli obumierają. Nie występuje stadium kijanki, młode dojrzewają po 3 latach.
P. glutinosus krzyżuje się z P. teyahalee w południowo-wschodniej części stanu Tennessee.

## Status
Międzynarodowa Unia Ochrony Przyrody uznaje bezpłucnika srebrzystego za gatunek najmniejszej troski. Liczebność populacji nie jest znana, ale prawdopodobnie przekracza 100 tysięcy osobników; jej trend uznaje się za stabilny. Zagrożenie dla gatunku stanowi wycinka drzew. W przyszłości może mu zagrażać patogeniczny grzyb Batrachochytrium salamandrivorans.